# 南盘江镇
南盘江镇，是中华人民共和国贵州省黔西南布依族苗族自治州兴义市下辖的一个乡镇级行政单位。
2012年4月5日，贵州省人民政府批复同意巴结镇更名为南盘江镇。

## 行政区划
南盘江镇下辖以下地区：
田寨村、梅家湾村、箐口村、田房村、红春村、歪染村、南龙村、未团村和坝艾村。